# Ударновская (шахта)
Шахта «Ударновская» (ООО «Сахалинуголь-6») — угледобывающая шахта в с. Ударное, Углегорского района, Сахалинской области. Входит в состав ООО УК «Сахалинуголь». Последняя действовавшая до 2017 г. шахта на Сахалине. Шахта пущена в эксплуатацию в 1924 году.

## Описание
Шахта отрабатывала южную часть Шахтерского каменноугольного месторождения. Балансовые/промышленные запасы в технических границах шахтного поля до горизонта −250 метров составляют 47/19 млн тонн Производственная мощность шахты составляла 750 тысяч тонн в год. Глубина отработки 300 метров.
Шахтой отрабатывались два пласта VIII и X в блоке № 1. Угли пластов марки ДГ Г1
Средняя мощность пласта — 2,7 м, вынимаемая мощность — 2,6 м. Система разработки — длинными столбами по простиранию, схема проветривания — бремсберговая, возвратно-точная. Очистные работы велись с применением очистного комплекса 1ОКП-70Б, комбайна К 500Ю, лавного конвейера «А-30».
Шахта сверхкатегорийная, опасная по пыли, пласты склонны к самовозгоранию. Абсолютная газообильность шахты — 44,45м³/мин, относительная — 31,15 м³/т. Способ проветривания — нагнетательный, система проветривания — единая, схема проветривания — центральная.
В 2011 году добыто 357 тысяч тонн угля.
Количество работающих (2011) — 650 чел.
От шахты до обогатительной фабрики действовала узкоколейная железная дорога колеи 750 мм.
Шахта была переименована в «Сахалинуголь-6» в мае 2004 года. В августе 2017 г. шахта была закрыта.

## Авария на шахте
1 мая 2009 года из-за воспламенения метана и переноса горения на угольные пласты возник серьезный пожар, шахту пришлось затопить. Восстановительные работы велись более года и в июне 2010 года шахта вновь начала выдавать уголь.

## Факты
Директор шахты «Ударновская» Михаил Иванович Щадов впоследствии стал министром угольной промышленности СССР.